# Nehoiașu, Buzău
Nehoiașu este un sat ce aparține orașului Nehoiu din județul Buzău, Muntenia, România. În această localitate, situată la nord de orașul propriu-zis se află capătul căii ferate Buzău–Nehoiașu.
La sfârșitul secolului al XIX-lea, satul Nehoiașu era reședința comunei Nehoiașu (care cuprindea în întregime actuala comună Siriu și câteva sate din nordul actualului oraș Nehoiu), aflată în plaiul Buzău al județului Buzău. Ea era alcătuită din cătunele Arsele, Bădârlegiu, Bâsca Rozilei, Bonțu, Broasca, Cașoca, Gârboiu, Gura Siriului, Înșelata, Jețu, Muscelușa, Nehoiașu, Lunca Priporului, Pițigoiu, Prundu, Puricoasa, Ruptura și Vinețișu, având în total 3030 de locuitori care locuiau în 675 de case. În comuna Nehoiașu funcționau o școală la Lunca Priporului, frecventată de 45 de elevi, 4 biserici la Nehoiașu, Jețu, Bâsca Rozilei și Cașoca, 58 de fierăstraie, o moară de apă, 16 făcae, 4 pive și o cășerie pe muntele Siriu.
În 1908, satul Nehoiașu a devenit capătul de linie al căii ferate Buzău-Nehoiașu, creată pentru a deservi întreprinderea de prelucrare a lemnului de la Nehoiu.
În 1925, reședința comunei fusese mutată la Lunca Priporului, dar comuna își păstrase în mare parte componența, fiind arondată aceleiași plăși Buzău, având 4028 de locuitori.
Comuna a fost inclusă în 1950 în raionul Cislău al regiunii Buzău și apoi (după 1952) al regiunii Ploiești. În 1968, reorganizarea administrativ-teritorială a dus la transferarea satului Nehoiașu (împreună cu Lunca Priporului și Vinețișu) la comuna Nehoiu (restul comunei fiind denumită Siriu, și stabilindu-i-se reședința la Lunca Jariștei) din județul Buzău, reînființat. Comuna Nehoiu a fost declarată oraș în 1989.